# Musée des Beaux-Arts (Caen)
Il Musée des Beaux-Arts di Caen è il principale museo d'arte della città francese, fondato all'inizio del XIX secolo e ricostruito dentro il castello di Caen nel 1971.

## Storia
Nel 1801 il ministro dell'interno francese Jean-Antoine Chaptal selezionò quindici città in cui aprire altrettanti musei d'arte, smistando così l'enorme numero di opere d'arte accumulate durante le confische o durante le guerre della Rivoluzione e del periodo napoleonico. La città di Caen venne scelta in quanto capitale della Normandia e per la sua reputazione accademica.
Il primo nucleo delle collezioni furono le opere d'arte confiscate durante le secolarizzazioni dei monasteri e conventi della regione, che fino ad allora erano depositati nella chiesa di Sainte-Catherine-des-Arts. Il museo venne costruito nell'ex-seminario a partire dal 1801 e completato solo nel 1809. I primi curatori selezionarono una collezione di 46 importanti opere d'arte, tra cui lavori di Paolo Veronese, Poussin e altri, che facevano del museo di Caen la collezione più grande dopo quelle di Lione e, ovviamanete, Parigi. Col tempo le collezioni vennero accresciute, sebbene non si riuscì mai ad avere l'arazzo di Bayeux. La collezione subì accrescimenti ma anche diminuzioni, in seguito alle varie guerre che interessarono la regione e le aree attigue.
Dal 1841 al 1880 la direzione del Museo passò al pittore Alfred Guillard che nel 1850 pubblicò il primo catalogo. Nel 1872 egli ottenne il più consistente accrescimento, grazie alla donazione di più di 50.000 opere del libraio di Caen Bernard Mancel, che aveva acquistato nel 1845 gran parte della collezione romana del cardinale Fesch, zio di Napoleone Bonaparte. Le opere comprendevano dipinti, disegni e stampe, con nomi quali Dürer, Rembrandt, Callot, Perugino, Veronese e Rogier van der Weyden.
Negli anni successivi il prestigio del museo subì un declino per la poca ispirazione dei curatori, con un incendio nel 1905 che danneggiò i locali e alcune opere soprattutto di scuola fiamminga e olandese, nonché una Battaglia di François Debon.
Per un rinnovo dei locali si dovette attendere il 1936, ma nel 1944 il museo subì un grave bombardamento alleato. Se le opere più preziose erano state messe in salvo, circa 540 dipinti sei-sette e ottocenteschi andarono distrutti, nonché circa 400 fogli del gabinetto delle stampe, archivi, inventari e cornici.
Una ricostruzione del museo prese campo solo nel 1963 e il nuovo edificio vide la luce, nel castello di Caen, solo nel 1971. Da 1º febbraio 2005 l'accesso alle collezioni è stato reso gratuito.

## Opere principali
- Pietro Perugino, Sposalizio della Vergine
- Cima da Conegliano, Trittico della Madonna col Bambino tra i santi Giorgio e Giacomo
- Paolo Veronese, Tentazioni di sant'Antonio
- Peter Paul Rubens, Incontro di Abramo e Melchisedec